# كريستوفر لوند
كريستوفر لوند (بالدنماركية: Kristoffer Lund)‏ هو لاعب كرة قدم دنماركي في مركز الدفاع، ولد في 14 مايو 2002 في Kerteminde ‏ في الدنمارك.

## وصلات خارجية
- كريستوفر لوند على موقع الدوري الأمريكي (الإنجليزية)
- كريستوفر لوند على موقع قاعدة بيانات كرة القدم.إي يو (الإنجليزية)
- كريستوفر لوند على موقع Soccerway.com (الإنجليزية)
- كريستوفر لوند على موقع عالم كرة القدم.نت (الإنجليزية)